# Конфорович Андрій Григорович
Конфорович Андрій Григорович (нар. 21 грудня 1923 р., с. Буда-Бабинецька, Бородянський район, Київська область — помер у 1997 р.) — український математик, історик математики, популяризатор математичних знань.

## Життєпис
Конфорович Андрій Григорович народився 21 грудня 1923 року у с. Буда-Бабинецька Бородянського району Київської області у сім'ї колгоспників. У 1932 році вступив у школу, але закінчити її не вдалося, оскільки почалась війна, село було захоплене фашистськими загарбниками. У 1943 році село було визволене, і Конфорович А. Г. був призваний на службу в армії. Брав участь у Другій світовій війні, був нагороджений чотирма медалями. Воював у складі Кантемирівської танкової дивізії. У серпні 1944 року в Польщі був поранений. Після лікування у шпиталі знову повернувся на фронт.
У повоєнний час з 1947 по 1956 роки працював робітником на заводах, комбінатах. У 1956 році закінчив десятий клас у школі і вступив на навчання до Київського державного педагогічного інституту ім. М. Горького (тепер Український державний університет імені Михайла Драгоманова) на фізико-математичний факультет. Ще навчаючись на останньому курсі (1960), розпочав свою педагогічну діяльність — працював вчителем математики і креслення Клавдіївської вечірньої школи робітничої молоді (1960—1962). Також з 1960 по 1963 роки працював асистентом кафедри елементарної математики КДПІ ім. М. Горького. Закінчив навчання у інституті у 1961 році.
У 1963 році вступив в аспірантуру (кафедра елементарної математики і методики математики), яку успішно завершив у 1966 році, захистивши кандидатську дисертацію на тему «Русская и украинская научно-популярная литература по математике. (Ее история и значение в воспитании интереса к математике)» російською мовою. Науковим керівником аспіранта було призначено Бугая А. С. У 1970 році А. Г. Конфорович отримав звання доцента кафедри математики та методики математики.
У 1972—1982 роках очолював фізико-математичний факультет КДПІ імені О. М. Горького. Був головою спеціалізованої ради по захисту кандидатських дисертацій з методики математики. Працював з відомими математиками-методистами, науковцями, педагогами, такими як Бевз Г. П., Слєпкань З. І.

## Наукові та методичні інтереси
Основні напрями методичної і наукової діяльності А. Г. Конфоровича — історія математики та популяризація математичних знань. Він є автором понад двохсот друкованих праць — книг, статей, присвячених математичній підготовці школярів, аналізу науково-популярної літератури з математики і кібернетики, питанням історії математики. Значна частина праць — це статті про прикладне значення математики і книги-збірники математичних головоломок, олімпіадних задач з математики.
Майже 20 років А. Г. Конфорович був заступником відповідального редактора і активним дописувачем збірника науково-популярних статей «У світі математики».
Конфорович А. Г. і Сорока М. — автори роману «Остроградський», присвяченого видатному українському математику. Роман написаний у 1980 році.

## Друковані праці та статті
- Конфорович А. Г. Математичні вечори у восьмирічній школі. — К.:"Радянська школа", 1974
- Конфорович А. Г. Визначні математичні задачі. — Київ: Видавництво «Радянська школа», 1981[4]
- Конфорович Андрій, Сорока Микола. Дорогами унікурсалії. — К.: «Веселка», 1981
- Конфорович А. Г. Математичні софізми і парадокси. — К.: «Радянська школа», 1983
- Конфорович А. Г. Математика служить людині. — К.: «Радянська школа», 1984
- Конфорович А. Г. Розвиток радянської математики за шістдесят років //Збірник науково-популярних статей «У світі математики» Випуск 8. — К.: Видавництво «Радянська школа», 1977. — с. 5-22
- Конфорович А. Г. Коли у лабіринті математик. // Збірник науково-популярних статей. «У світі математики». Випуск 14. — К.: «Радянська школа», 1983 — с. 14-31
- Конфорович А. Г., Михайловський В. І., Призва Г. Й. Математичні олімпіади 1968 року // Збірник науково-популярних статей «У світі математики» Випуск 2- К.: «Радянська школа», 1970 — с.153-182
- Конфорович А. Г. Кентаври Уранії: художні оповіді про математику / А. Г. Конфорович, М. О. Сорока. — К. : Грамота, 2003. — 142 с. — ISBN 966-8066-11-1
- Конфорович К. Г. Колумби математики. — К.: «Радянська школа», 1982. — 223 с.
- Конфорович А. Г. Нескінченність у математиці. — К. : «Радянська школа», 1978
- Конфорович А. Г. , Андрієвська Г. М. Історія розвитку математики (методичні вказівки). — К.: «Вища школа», 1980
- Конфорович А. Г. Добрий день, Архімеде! — К.: Видавництво ЦК ЛКСМУ «Молодь», 1988
- Конфорович А. Г. У пошуках інтеграла. Київ, 1990